# Пембайн (переписна місцевість, Вісконсин)
Пембайн (англ. Pembine) — переписна місцевість (CDP) в США, в окрузі Марінетт штату Вісконсин. Населення — 188 осіб (2020).

## Географія
Пембайн розташований за координатами 45°38′12″ пн. ш. 87°59′29″ зх. д. / 45.63667° пн. ш. 87.99139° зх. д. (45.636676, -87.991306).  За даними Бюро перепису населення США в 2010 році переписна місцевість мала площу 1,55 км², з яких 1,55 км² — суходіл та 0,00 км² — водойми.

## Демографія
Згідно з переписом 2010 року, у переписній місцевості мешкали 193 особи в 80 домогосподарствах у складі 53 родин. Густота населення становила 124 особи/км².  Було 111 помешкання (72/км²).
Расовий склад населення:
| - 96,9 % — білих |

До двох чи більше рас належало 2,6 %. Частка іспаномовних становила 1,6 % від усіх жителів.
За віковим діапазоном населення розподілялося таким чином: 25,4 % — особи молодші 18 років, 46,6 % — особи у віці 18—64 років, 28,0 % — особи у віці 65 років та старші. Медіана віку мешканця становила 42,7 року. На 100 осіб жіночої статі у переписній місцевості припадало 103,2 чоловіків;  на 100 жінок у віці від 18 років та старших — 97,3 чоловіків також старших 18 років.
Середній дохід на одне домашнє господарство  становив 63 308 доларів США (медіана — 59 821), а середній дохід на одну сім'ю — 61 580 доларів (медіана — 58 214). За межею бідності перебувало 18,6 % осіб, у тому числі 12,9 % дітей у віці до 18 років та 0,0 % осіб у віці 65 років та старших.
Цивільне працевлаштоване населення становило 56 осіб. Основні галузі зайнятості: транспорт — 21,4 %, сільське господарство, лісництво, риболовля — 16,1 %, мистецтво, розваги та відпочинок — 14,3 %, будівництво — 14,3 %.